# イープル・ラリー

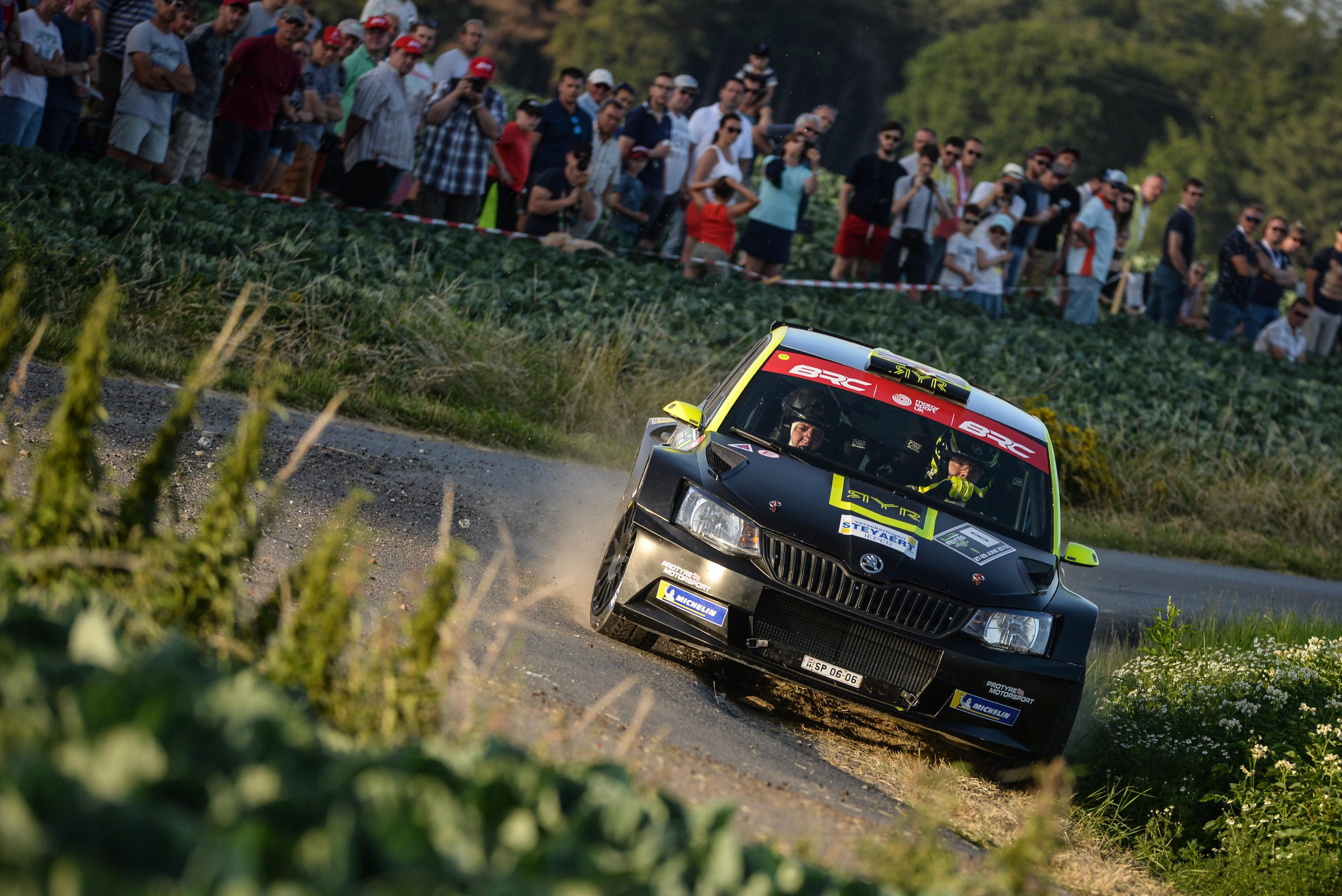
2019年

イープル・ラリー (Ypres Rally ) は、ベルギーのイープルを中心に開催されるラリーイベント。ヨーロッパラリー選手権 (ERC)の他 、インターコンチネンタル・ラリー・チャレンジ (IRC) などの一戦として開催されてきた。2021年に初めて世界ラリー選手権 (WRC) のカレンダーに加わった。

## 概要
初開催は1965年。1974年よりERCのイベントに加わり、ヨーロッパ屈指の難ラリーとして知られる。また、2006年から2012年までIRCと併催された。
2017年にERCとの関係を終え、ツアー・ヨーロッパ・ラリーシリーズ (TER、スペイン語版、オランダ語版) 、イギリスラリー選手権 (BRC) との併催に切り替えた。
2020年、新型コロナウイルスの感染拡大（コロナ禍）により予定されていたWRCイベントが相次いで開催中止となる中、イープルがラリージャパンの代替候補となった。第7戦として11月に開催する予定だったが、ベルギー国内で感染が再拡大したため3週間前にキャンセルとなった。
2021年はリザーブ登録だったが、ラリーGBが開催を断念したため、イープル・ラリー・ベルギー (Ypres Rally Belgium) としてWRCカレンダーに加わった。最終日はベルギー国内を東へ300km近く横断し、F1ベルギーグランプリやスパ24時間で知られるスパ・フランコルシャンサーキットを使用するステージが組まれた。
2022年は正式にカレンダー入りし、従来通りイープル周辺のコンパクトなステージで行われた。

## 特徴
ベルギー北西部、フランデレン地域の商業都市イープルの周辺に広がる農地をステージにしたターマックラリー。市内の伝統的な市場グローテ・マルクトにサービスパークが置かれる。例年6月に開催されてきたが、WRCカレンダーでは8月に開催されている。
ステージの大部分となる農道は道幅が狭く、かつアベレージスピードは高く、道の脇にディッチ（排水溝）や電柱が並んでいるため、わずかなミスがリタイアにつながる危険がある。また、交差点でのクイックターンが多く、インカットする車が多いため路肩の土が掻き出され、路面が滑りやすくなる。
2021年のイベント最終日は、スパ・フランコルシャン近隣の村から一般道を走り、サーキット敷地内の連絡道を通って本コースの一部を走行するルートが設定された。SS17/SS19「スタブロー」はコース最高地点からの下り区間（レ・コームからスタブローまで）を使用。SS18/SS20「フランコルシャン」はコース前半部分（ホームストレートからレ・コーム、オー・ルージュ）を通過し、ラディオンの登り坂で左にUターンし、世界ラリークロス選手権で使用するダートコースに入ってフィニッシュする。

## 歴代勝者
| 年     | シリーズ | 優勝者                 | 優勝者                   | 車輌                                      |
| 年     | シリーズ | ドライバー             | コ・ドライバー           | 車輌                                      |
| ------ | -------- | ---------------------- | ------------------------ | ----------------------------------------- |
| 2006年 | ERC IRC  | ジャンドメニコ・バッソ | Mitia Dotta              | フィアット・アバルト・グランデプントS2000 |
| 2007年 | ERC IRC  | ルカ・ロセッティ       | Matteo Chiarcossi        | プジョー・207 S2000                       |
| 2008年 | ERC IRC  | フレディ・ロイクス     | Robin Buysmans           | プジョー・207 S2000                       |
| 2009年 | ERC IRC  | クリス・ミーク         | ポール・ネイグル         | プジョー・207 S2000                       |
| 2010年 | ERC IRC  | フレディ・ロイクス     | Frédéric Miclotte        | シュコダ・ファビア S2000                  |
| 2011年 | ERC IRC  | フレディ・ロイクス     | Frédéric Miclotte        | シュコダ・ファビア S2000                  |
| 2012年 | ERC IRC  | ユホ・ハンニネン       | ミッコ・マルクラ         | シュコダ・ファビア S2000                  |
| 2013年 | ERC      | フレディ・ロイクス     | Frédéric Miclotte        | シュコダ・ファビア S2000                  |
| 2014年 | ERC      | フレディ・ロイクス     | Johan Gitsels            | シュコダ・ファビア S2000                  |
| 2015年 | ERC      | フレディ・ロイクス     | Johan Gitsels            | シュコダ・ファビア R5                     |
| 2016年 | ERC      | フレディ・ロイクス     | Johan Gitsels            | シュコダ・ファビア R5                     |
| 2017年 |          | ケビン・アッブリング   | Pieter Tsjoen            | プジョー・208 T16                         |
| 2018年 |          | ティエリー・ヌービル   | ニコラ・ジルソール       | ヒュンダイ・i20 R5                        |
| 2019年 |          | クレイグ・ブリーン     | ポール・ネイグル         | フォルクスワーゲン・ポロ GTI R5           |
| 2020年 | 中止     | 中止                   | 中止                     | 中止                                      |
| 2021年 | WRC      | ティエリー・ヌービル   | マルティン・ウィダグ     | ヒュンダイ・i20クーペWRC                  |
| 2022年 | WRC      | オィット・タナック     | マルティン・ヤルヴェオヤ | ヒョンデ・i20 N ラリー1                   |